# Vermicella snelli
Vermicella snelli — отруйна змія роду хробакоподібний аспід родини аспідових.

## Опис
Середня довжина тулуба сягає 30 см, але може виростати і до 50 см. Хвіст короткий, з тупим кінцем. Спинна луска гладка, блискуча. Колір луски чорний, з білими поясками. На відміну від V. annulata та V. intermedia, V. snelli має тонкішу відносну широту тіла.

## Поширення
Вид є ендеміком Австралії. Поширений на півночі штату Західна Австралія. Надає перевагу полям та скребам.

## Поведінка
Змія риюча; активна вночі. Основна частина раціону складається зі сліпунів.